# ジビク・テムル
ジビク・テムル（モンゴル語: J̌ibig temür、中国語: 只必帖木児、生没年不詳）は、オゴデイの息子のコデンの息子で、モンゴル帝国の皇族。『元史』などの漢文史料では只必帖木児（zhībìtiēmùér）、『集史』などのペルシア語史料ではجینك تیمور（jīnk tīmūr）と記される。

## 概要
モンゴル帝国の第2代皇帝オゴデイ・カアンの息子として生まれた。兄弟にはモンゲトゥ、メルギデイらがいる。ジビク・テムルはスルドス部のチラウンの孫のソグドゥの妻のムクリが保母となって育てられた。ソグドゥとムクリの息子のタングタイは後にジビク・テムルのケシク（親衛隊）に入り、コデン・ウルス内外を総覧する重鎮として活躍した。
モンケ・カアンの治世の末期、雲南に遠征した兄のモンゲトゥが亡くなったため、コデン家の当主を継いだ。奇しくもジビク・テムルが当主となった頃、モンケ・カアンの急死によりモンゴル帝国ではクビライとアリクブケの間で帝位継承戦争が勃発した。ジビク・テムル率いるコデン・ウルスは当初消極的クビライ支持であったと見られるが、アリクブケ派の右翼軍を率いるアラムダールが河西一帯を攻撃し、コデン・ウルスは「親王ジビク・テムル（執畢帖木児）の輜重は皆空となった」と言われるほどの大損害を受けた。
この一件を切っ掛けにジビク・テムルは明確にクビライ支持を表明するようになり、史料上には明記されないものの河西方面におけるアラムダール軍撃退に尽力したものと見られる。帝位継承戦争がクビライの勝利に終わると、至元2年（1265年）には河西方面の戦線における戦功として銀などを与えられている。
至元9年（1272年）に陝西等処行中書省の設置が決定されると、ジビク・テムルにジャルグチを設置するようにとの命令があった。同年中にはジビク・テムルが建設させた新都城が完成し、クビライはこれに永昌府という名を賜った。これ以後、永昌府はコデン・ウルスの本拠地となる。至元12年（1275年）には安西王マンガラとともに、クンガ・サンポの乱平定のためチベット方面に遠征するアウルクチに援軍を派遣した。至元14年（1277年）にはジャムチの管理が負担になっていることを訴え、交鈔を与えられている。また、至元17年（1280年）には領地が侵掠を受けていることを訴えている。
至元20年（1283年）には常徳府の分地民戸を括閲することや分地の24城に管課官を設置することを申請したがいずれも朝廷より認められず、これ以後ジビク・テムルの動向は史料上に長らく現れなくなる。この頃はコデン・ウルス当主の座から失脚したか、西方のカイドゥ・ウルスとの戦闘が激しくなる中で指揮権を甥のイリンチンに譲渡したのではないかと考えられている。
至大3年（1310年）には貧窮したジビク・テムルに西涼府の田を与えたとの記録があり、これ以後ジビク・テムルに関する記述は見られなくなるため間もなく亡くなった者と見られる。

## 人柄
『元史』の本紀には「諸王某が○○を要請したが……（カアンはこの要請を）許さなかった」という記述がしばしばみられるが、ジビク・テムルはこのようなカアンに却下される要請を3回も行っている。『元史』世祖本紀全体でこのような記録は10余りしかないので、全体の3分の1近くがジビク・テムルによってなされたことになる。
このような点を踏まえて、安部健夫はジビク・テムルを「よほど利己的なパーソナリティの持ち主だったのだろう」と評している。

## 子孫
ジビク・テムルの息子を含むコデンの孫世代については各種史料に記述が一致しない。『元史』巻107表2「宗室世系表」はジビク・テムルの子孫を記さないが、『集史』「オゴデイ・カアン紀」本文はジビク・テムルに「名前の知られていない」息子たちがいたと記し、『集史』の系図表は誰の息子かは不明だがコデンの孫世代にممبوله（＝帖必烈、テビレ）とكورلوك（＝曲列魯、クルク）という2人の名前を記す。
ممبولهとكورلوكは『集史』を増補した『五族譜』などではコデンの息子のییسوبوقا（yīsū būqā）の息子とされるが、この人物は『集史』本文/『元史』「宗室世系表」ともにメルギデイの息子とされており、事実か疑わしい。杉山正明はممبولهとكورلوكがジビク・テムルの子孫ではないかと推測している。

### テビレとクルク兄弟
この兄弟は先述したように『元史』ではコデンの息子と記され、『集史』系図表ではコデンの孫世代とされる。テビレについては『集史』でممبولهと記されるが、これは実際にはتیبولهの誤記ではないかと見られている。『元史』によると、クルク（Külük ＞كورلوك＝曲列魯）には汾陽王ベク・テムル（Bek temür ＞別帖木児）という息子がいたという。

### 汾陽王ベク・テムル
ベク・テムルに関する記録はほとんど残っていないが、『元史』巻108表3諸王表には延祐7年（1320年）に汾陽王に封じられたと記されている。
ベク・テムルの息子のイェス・ブカは「荊王」位を与えられており、これ以後コデン家当主は荊王を称するようになる。

## コデン王家
- オゴデイ・カアン(Ögödei Qa'an,窩闊台/ اوگتاى قاآن Ūgtāī Qā'ān)
  - コデン太子(Köden ＞闊端/hédān,كوتان/kūtān)
    - メルギデイ王(Mergidei ＞滅里吉歹/mièlǐjídǎi)
      - イェス・ブカ大王(Yes buqa ＞也速不花/yěsù búhuā,ییسوبوقا/yīsū būqā)

    - モンゲトゥ大王(Möngetü ＞蒙哥都/mēnggēdōu,مونكاتو/mūnkātū)
      - イリンチン大王(Irinǰin ＞亦憐真/yìliánzhēn,ایرنچان/īrinchān)

    - ジビク・テムル(J̌ibig temür ＞只必帖木児/zhībì tiēmùér,جینك تیمور/jīnk tīmūr)
      - テビレ大王(Tebile ＞帖必烈/tiēbìliè,ممبوله＝تیبوله/tībūle)
      - クルク大王(Külük ＞曲列魯/qūlièlǔ,كورلوك/kūrlūk)
        - 汾陽王ベク・テムル(Bek temür ＞別帖木児/bié tiēmùér)
          - 荊王イェス・エブゲン(Yes ebügen ＞也速也不干/yěsù yěbúgān)
            - 荊王トク・テムル(Toq temür ＞脱脱木児/tuō tuōmùér)